# Crêt de l'Œillon
Le crêt de l'Œillon est un sommet du massif du Pilat situé à la jonction de quatre communes : Roisey, Véranne, Pélussin et Doizieux. Il culmine à 1 364 m. Il offre un large panorama sur la région et notamment sur les Alpes par beau temps.
L'émetteur de télévision du mont Pilat est installé près du crêt.
Il domine le col de l'Œillon et les formations rocheuses dites Les 3 dents.

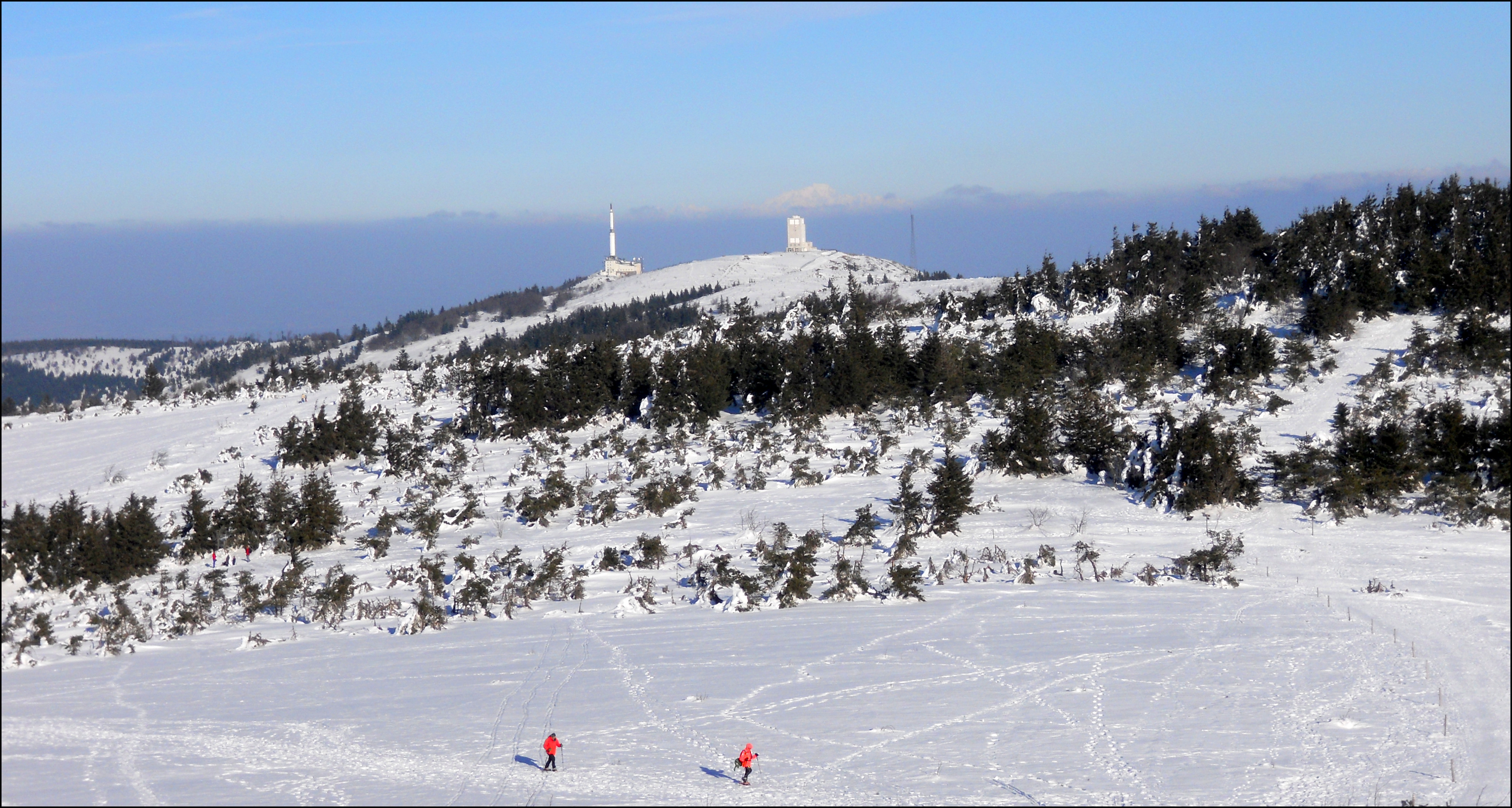
Vue sur le crêt de l'Œillon et le relais de télévision en hiver.